# Federazione degli Indipendenti
La Federazione degli Indipendenti (in tedesco: Verband der Unabhängigen - VdU), o Partito Elettorale degli Indipendenti (Wahlpartei der Unabhängigen - WdU), fu un partito politico austriaco di estrema destra operativo dal 1949 al 1956.
Collocato su posizioni affini al neonazismo, conobbe un certo consenso alle elezioni parlamentari del 1949, quando ottenne 16 seggi al Nationalrat; in occasione delle parlamentari del 1953 concluse un accordo con «Azione per il Rinnovamento Politico» (Aktion zur politischen Erneuerung), movimento di destra scissosi dal Partito Popolare Austriaco, e conseguì 14 rappresentanti.
Nel 1956 fu assorbito da una nuova formazione politica di orientamento conservatore-nazionale, il Partito della Libertà Austriaco.

## Risultati
| Elezione          | Voti    | %     | Seggi    |
| ----------------- | ------- | ----- | -------- |
| Parlamentari 1949 | 489.273 | 11,67 | 16 / 165 |
| Parlamentari 1953 | 472.866 | 10,95 | 14 / 165 |

| Elezione           | Elezione | Candidato         | Voti    | %     | Esito                |
| ------------------ | -------- | ----------------- | ------- | ----- | -------------------- |
| Presidenziali 1951 | I turno  | Burghard Breitner | 662.501 | 15,41 | ❌ Non eletta/o (3º) |